# Єжи Гринєвський
Єжи Гринєвський (пол. Jerzy Hryniewski; 29 грудня 1895 — 15 березня 1978) — польський державний і політичний діяч, прем'єр-міністр уряду Польщі у вигнанні в 1954 році.

## Біографія
Справжнє ім'я — Миколай Долановській, в той час як Єжи Гринєвский — це псевдонім, під яким Миколай був відомий в підпільній боротьбі Польської військової організації в роки Першої світової війни. Пізніше псевдонім став політичним ім'ям. У 1928—1932 роках, в період Санації, займав пост секретаря проурядової Безпартійного блоку для співпраці з урядом, який був близький до Юзефа Пілсудського. У 1932—1934 володів портфелем міністра внутрішніх справ, був депутатом Сейму. У роки війни і окупації працював в структурах підпільної Армії крайової, пізніше емігрував до Великої Британії, де брав участь в роботі Уряду у вигнанні. Протягом декількох місяців 1954 року виконував функції прем'єр-міністра.